# Macromphalina lyrapintoae
Macromphalina lyrapintoae is een slakkensoort uit de familie van de Vanikoridae. De wetenschappelijke naam van de soort is voor het eerst geldig gepubliceerd in 1994 door Barros.